# Sedum morrisonense
Sedum morrisonense är en fetbladsväxtart som beskrevs av Bunzo Hayata. Sedum morrisonense ingår i Fetknoppssläktet som ingår i familjen fetbladsväxter. Inga underarter finns listade i Catalogue of Life.